# 国鉄2040形蒸気機関車

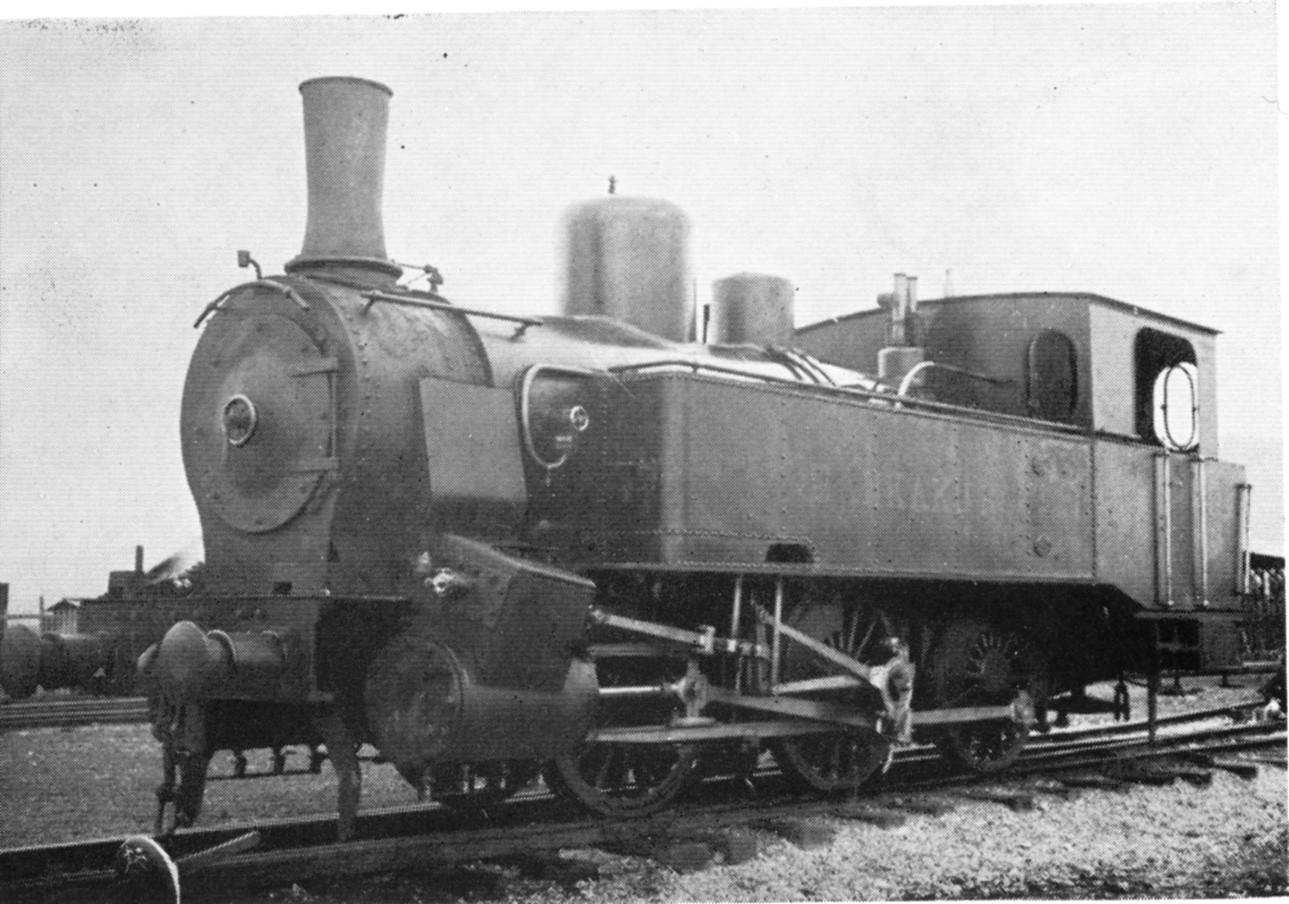
阪鶴鉄道 A6形 No. 15。（後の鉄道院 2040形2041）

2040形は、かつて日本国有鉄道の前身である鉄道院・鉄道省に在籍したタンク式蒸気機関車である。

## 概要
元は、未開業に終わった金辺鉄道（きべてつどう）の注文流れ品で、阪鶴鉄道が引き取った機関車である。1900年（明治33年）と翌1901年（明治34年）にドイツのハノーファーシェ・マシネンバウから2両（製造番号3443，3444）を輸入した車軸配置0-6-0(C)で2気筒単式の飽和式機関車である。阪鶴鉄道ではA6形(14，15)と称した。1907年（明治40年）の国有化にともなって鉄道院に移籍し、1909年（明治42年）に制定された鉄道院の車両形式称号規程では、2040形（2040，2041）に改番された。なお、同時に発注されていた0-6-0(C)形ウェルタンク機関車2両は、北海道炭礦鉄道に引き取られて、1430形となっている。
勾配線用の機関車で、外観上はアラン式の弁装置と、シリンダとはねじれの位置に配置された弁室が特徴的である。国有化後も福知山線で使用されたが、1918年（大正7年）に下関に移り、さらに2040は三田尻、2041は行橋に移ったが、1922年（大正11年）12月に廃車解体された。

## 主要諸元
- 全長：9,703mm
- 全高：3,683mm
- 全幅：2,600mm
- 軌間：1,067mm
- 車軸配置：0-6-0 (C)
- 動輪直径：1,346mm
- 弁装置：アラン式
- シリンダー（直径×行程）：430mm×630mm
- ボイラー圧力：12.0kg/cm2
- 火格子面積：1.19m2
- 全伝熱面積：96.1m2
  - 煙管蒸発伝熱面積：89.3m2
  - 火室蒸発伝熱面積：6.8m2
- ボイラー水容量：3.6m3
- 小煙管（直径×長サ×数）：44.5mm×3,632mm×176本
- 機関車運転整備重量：41.27t
- 機関車空車重量：34.13t
- 機関車動輪上重量（運転整備時）：41.27t
- 機関車動輪軸重（第2動輪上）：13.91t
- 水タンク容量：3.99m3
- 燃料積載量：1.20t
- 機関車性能
  - シリンダ引張力（0.85P）：9,230kg
- ブレーキ装置 : 手ブレーキ、蒸気ブレーキ